# Nachal Timsach
Nachal Timsach (hebrejsky: נחל תמסח) je krátké vádí v severním Izraeli, na jihozápadním okraji pohoří Karmel a v pobřežní nížině.
Začíná v nadmořské výšce okolo 100 metrů nad mořem, nedaleko jižního okraje města Zichron Ja'akov, na turisticky využívané výšině Ramat ha-Nadiv. Odtud vádí směřuje k západu a strmě klesá přes skalní stupeň Cukej Chotem ze svahů Ramat ha-Nadiv do pobřežní nížiny. V ní podchází těleso dálnice číslo 4 a pak vytváří areál původních mokřadů a pramenů Ajanot Timsach (עינות תמסח), který je chráněn jako přírodní rezervace Šmurat Brejchat Timsach. Ten je pak odvodňován zprava do dolního toku Nachal Taninim.